# Starcatcher
Starcatcher è il terzo album in studio del gruppo musicale statunitense Greta Van Fleet, pubblicato il 21 luglio 2023.

## Tracce
1. Fate of the Faithful – 4:46
2. Waited All Your Life – 4:26
3. The Falling Sky – 3:39
4. Sacred The Thread – 5:22
5. Runway Blues – 1:17
6. The Indigo Streak – 4:04
7. Frozen Light – 4:32
8. The Archer – 5:00
9. Meeting the Master – 5:12
10. Farewell for Now – 4:28

## Formazione
- Joshua Kiszka – voce
- Jacob Kiszka – chitarra
- Samuel Kiszka – basso, tastiera
- Daniel Wagner – batteria